# El cascabel
El cascabel (anteriorment El cascabel al gato) és un programa de televisió centrat en el debat polític i en l'actualitat social. És emès per Trece de dilluns a divendres a les 22.30 hores, el programa es va estrenar el 4 de febrer de 2013. Després del seu fiançament en la graella de programació de 13 TV, amb l'inici de la temporada televisiva 2013/2014, el programa va modificar la seva denominació (passant de dir-se El cascabel al gato a El cascabel), va canviar el seu plató.

## Format
Els continguts d' El cascabel se centren en la discussió sobre temes del panorama social, cultural i polític espanyol actual. El programa arrenca amb un repàs a l'actualitat del dia presentat per José Luis Pérez per a donar pas a continuació a una entrevista a un personatge destacat de la societat per tal d'analitzar els últims fets socials i polítics. A continuació, l'equip de col·laboradors del programa repassa i debat les notícies i els comentaris que es produeixen a les xarxes socials i que arriben de la mà de Paola Sánchez. Antonio Jiménez Martínez i l'equip del programa es desplacen també als llocs on esdevenen les notícies, amb connexions en directe i entrevistes per vídeo o telèfon.
L'1 d'octubre de 2016 s'hi va afegir una nova secció de xarxes socials al programa, presentada per Javier Hoyos, on s'analitzen tuits de polítics, notícies d'última hora donades en línia i fins i tot memes.
La temporada 2017-2018, Paola Sánchez va prendre el relleu de Javier Hoyos com a analista de les xarxes socials del programa.

## Col·laboradors
Els habituals comentaristes de la tertúlia són polítics, acadèmics, empresaris i periodistes com Cristina López Schlichting, José Luis Pérez (director d'informatius de COPE), Juan Iranzo, Jaime González, Carmelo Encinas, Joaquín Leguina, Miguel Ángel Rodríguez, Montse Suárez, Eva Llarandi, Ricardo Martín, Pablo Gimeno, Edurne Uriarte i Carlos Cuesta.
El programa també ha entrevistat figures socials i polítiques com Mariano Rajoy, Albert Rivera, Cayetano Martínez de Irujo o Carlos Herrera Crosset.

## Premis
El seu presentador Antonio Jiménez Martínez va rebre l'Antena de Oro 2017.